# Kelvingi
Kelvingi is een plaats in de Estlandse gemeente Viimsi, provincie Harjumaa. De plaats heeft de status van dorp (Estisch: küla).

## Bevolking
Het dorp had 518 inwoners op 31 december 2011 en 473 inwoners op 31 december 2021.

## Geschiedenis
De plaats werd in 1993 gesticht op een voormalig schietterrein van het Rode Leger.